# أديلايد أميرة أورليان
أديلايد أميرة أورليان (بالفرنسية: Adélaïde d'Orléans)‏ (23 أغسطس 1777 - 31 ديسمبر 1847) هي إبنه لويس فيليب الثاني، دوق أورليان وزوجته لويز ماري اديلايد دي بوربون، دوقة أورليان.